# Muharrem, Kumlu
Muharrem là một xã thuộc huyện Kumlu, tỉnh Hatay, Thổ Nhĩ Kỳ. Dân số thời điểm năm 2011 là 272 người.